# Leśna (powiat kłodzki)
Leśna (niem. Talheim) – wieś w Polsce położona w województwie dolnośląskim, w powiecie kłodzkim, w gminie Lewin Kłodzki.

## Położenie
Leśna to mała wioska leżąca w północno-zachodniej części Wzgórz Lewińskich, pomiędzy wzniesieniami Grodziec i Lewińska Czuba, na wysokości 590–610 m n.p.m.

## Podział administracyjny
W latach 1975–1998 miejscowość administracyjnie należała do województwa wałbrzyskiego.

## Szlaki turystyczne
Przez Leśną prowadzą dwa szlaki turystyczne:
- Ptak (Fort Karola) – Lisia Przełęcz – Kulin Kłodzki – Przełęcz w Grodźcu – Leśna – Lewin Kłodzki – Taszów – Kocioł – Miejski Lasek – Jawornica – Zimne Wody – Kozia Hala – Sołtysia Kopa – Orlica – Zieleniec – Torfowisko pod Zieleńcem – Kamienna Góra – Przełęcz Sokołowska – Polanica-Zdrój,
- z Kudowy-Zdroju do Dusznik-Zdroju.